# Amphiglena terebro
Amphiglena terebro är en ringmaskart som beskrevs av Rouse 1993. Amphiglena terebro ingår i släktet Amphiglena och familjen Sabellidae. Inga underarter finns listade i Catalogue of Life.